# Ambahta
Ambahta är en ort i Indien.   Den ligger i distriktet Sahāranpur och delstaten Uttar Pradesh, i den norra delen av landet, 140 km norr om huvudstaden New Delhi. Ambahta ligger 269 meter över havet och antalet invånare är 14 303.
Terrängen runt Ambahta är mycket platt. Runt Ambahta är det tätbefolkat, med 709 invånare per kvadratkilometer. Närmaste större samhälle är Gangoh, 11,0 km sydväst om Ambahta. Trakten runt Ambahta består till största delen av jordbruksmark.